# Фандеевка
Фандеевка — упразднённая деревня в Болховском районе Орловской области России. Входила в состав Медведковского сельского поселения. Упразднена в 2004 году.

## География
Деревня располагалась в центральной части Среднерусской возвышенности в лесостепной зоне, на территории национального парка «Орловское Полесье» на севере области, возле административной границы с Ульяновским районом Калужском области, на расстоянии примерно 5,5 километра (по прямой) к северо-западу от деревни Медведки.

### Климат
Климат близок к умеренно-холодному, количество осадков является значительным, с осадками в засушливый месяц. Среднегодовая норма осадков — 627 мм. Среднегодовая температура воздуха в Болховском районе — 5,1 °C.

## История
Постановлением Орловской областной думы от 15 октября 2004 года № 32/645-ОС деревня Фандеевка исключена из учётных данных.

## Население
Согласно результатам переписи 2002 года в деревне отсутствовало постоянное население.